# 라인 샌본
라인 샌본(Ryne Sanborn, 1989년 2월 3일 ~ )은 미국의 배우이다.

## 출연 작품
- 하이 스쿨 뮤지컬 (2006)
  - 하이 스쿨 뮤지컬 2 (2007)
  - 하이 스쿨 뮤지컬: 졸업반 (2008)
- 어드벤처 오브 푸드 보이 (2008, The Adventures of Food Boy)